# World Series 2011
Le World Series 2011 sono state la 107ª edizione della serie di finale della Major League Baseball al meglio delle sette partite tra i campioni della National League (NL) 2011, i St. Louis Cardinals, e quelli della American League (AL), i Texas Rangers. A vincere il loro undicesimo titolo furono i Cardinals per quattro gare a tre.
La serie viene ricordata per i diversi cambi di leadership in gara 6, in cui i Cardinals cancellarono uno svantaggio di due punti nel nono inning e di nuovo nel decimo. In entrambi quegli inning, i Rangers arrivarono a un solo strike dalla vittoria del campionato. I Cardinals vinsero poi la partita nell'undicesimo inning con un fuoricampo di David Freese. In gara 3 Albert Pujols aveva battuto tre fuoricampo, un'impresa compiuta nella World Series solo da Reggie Jackson e Babe Ruth e in seguito solo da Pablo Sandoval (nel 2012).

## Sommario

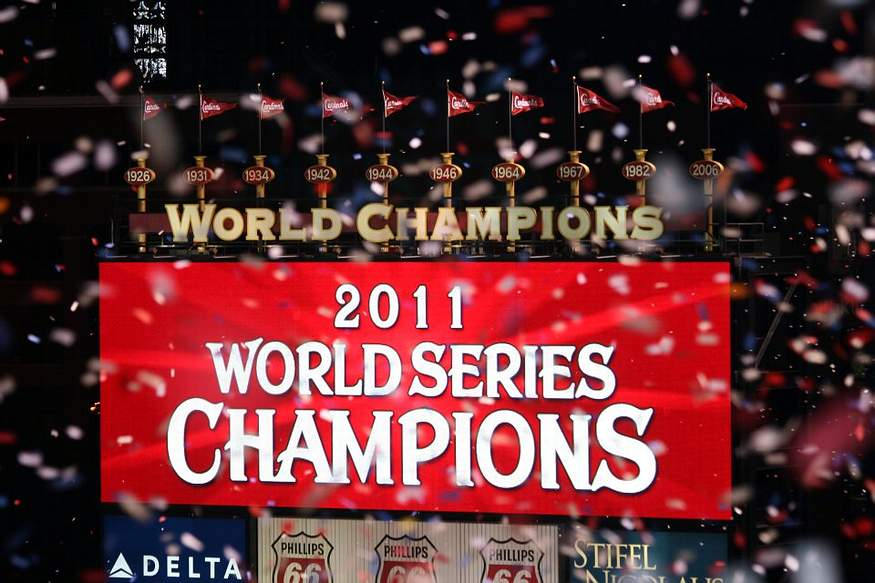
Lo schermo del Busch Stadium dopo la vittoria

St. Louis ha vinto la serie, 4-3.
| Gara | Data       | Risultato                                               | Stadio                        | Tempo | Pubblico |
| ---- | ---------- | ------------------------------------------------------- | ----------------------------- | ----- | -------- |
| 1    | 19 ottobre | Texas Rangers – 2, St. Louis Cardinals – 3              | Busch Stadium                 | 3:06  | 46.406   |
| 2    | 20 ottobre | Texas Rangers – 2, St. Louis Cardinals – 1              | Busch Stadium                 | 3:04  | 47.288   |
| 3    | 22 ottobre | St. Louis Cardinals – 16, Texas Rangers – 7             | Rangers Ballpark in Arlington | 4:04  | 51.462   |
| 4    | 23 ottobre | St. Louis Cardinals – 0, Texas Rangers – 4              | Rangers Ballpark in Arlington | 3:07  | 51.539   |
| 5    | 24 ottobre | St. Louis Cardinals – 2, Texas Rangers – 4              | Rangers Ballpark in Arlington | 3:31  | 51.459   |
| 6    | 27 ottobre | Texas Rangers – 9, St. Louis Cardinals – 10 (11 inning) | Busch Stadium                 | 4:33  | 47,325   |
| 7    | 28 ottobre | Texas Rangers – 2, St. Louis Cardinals – 6              | Busch Stadium                 | 3:17  | 47.399   |

## Hall of Famer coinvolti
- Cardinals: Tony La Russa (manager)
- Rangers: nessuno